# Mariä Namen (Gundihausen)

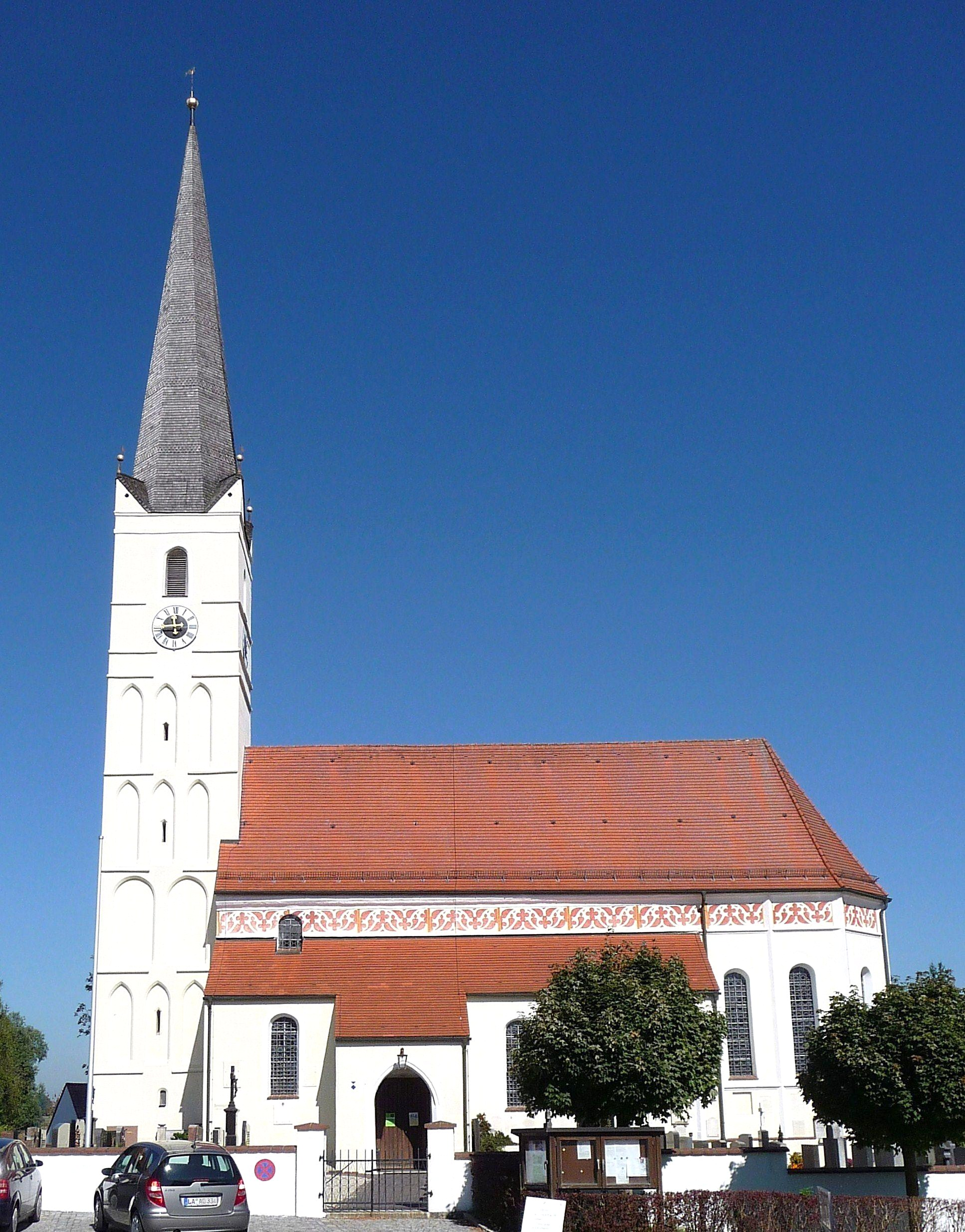
Außenansicht der Pfarrkirche Mariä Namen in Gundihausen

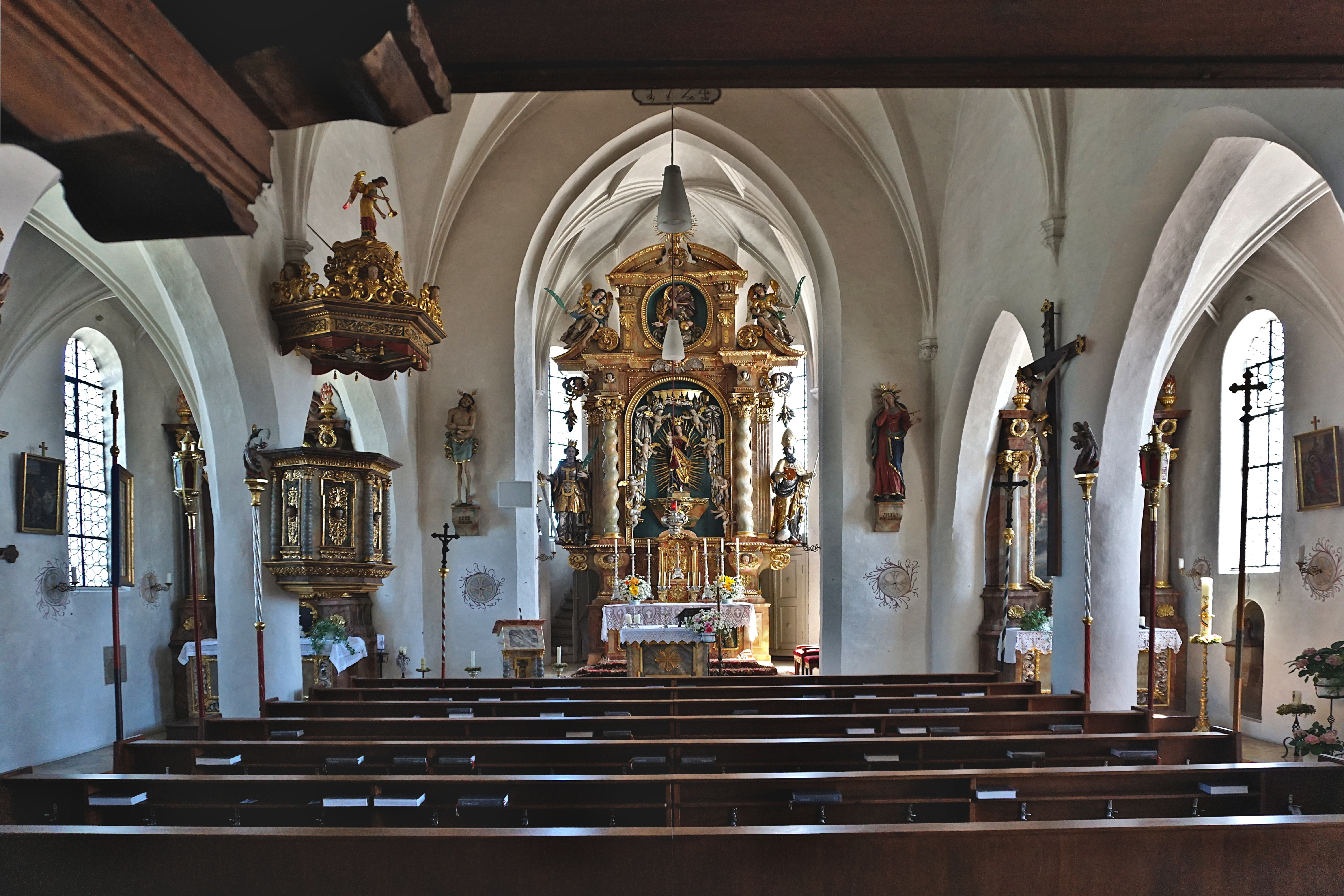
Innenraum der Pfarrkirche Mariä Namen in Gundihausen

Die römisch-katholische Pfarrkirche Mariä Namen in Gundihausen, einem Ortsteil der Gemeinde Vilsheim im niederbayerischen Landkreis Landshut, ist eine dreischiffige, spätgotische Kirche, die in der zweiten Hälfte des 15. Jahrhunderts errichtet wurde. Das Gotteshaus besitzt das eher seltene Patrozinium Mariä Namen, welches am 12. September begangen wird.

## Architektur

### Außenbau
Bei der in ihren Proportionen eher gedrungen wirkenden Kirche handelt es sich um eine spätgotische Pseudobasilika. An das dreischiffige, vier Joche umfassende Langhaus schließt sich nach Osten hin ein einschiffiger Chorraum mit zwei Jochen und Fünfachtelschluss an. Daran ist auf der Nordseite die Sakristei angebaut. Das Mittelschiff und der gleich breite Chor sind dabei etwa dreimal so breit wie die nördlich und südlich anschließenden Seitenschiffe.
Außerdem sind das Mittelschiff und der Chor unter einem gemeinsamen Satteldach vereint, welches zu den Seitenschiffen hin unterbrochen ist. Zwischen den beiden Teilen des Daches verläuft ein Dachfries, der bis auf die Westseite den gesamten Bau umläuft und als typisches Stilmerkmal der Landshuter Bauhütte gilt. Daher wird der unbekannte Baumeister der Pfarrkirche in der Tradition des Hans von Burghausen stehend vermutet. Weiters ist der Außenbau durch einen umlaufenden Sockel gegliedert, der Chor zudem durch Kaffgesims und Dreieckstreben. Die ursprünglich wohl spitzbogigen Fensteröffnungen wurden in der Barockzeit verändert. Im Chor sind heute rundbogige, im Langhaus korbbogige Fenster eingesetzt.
Auf der Westseite ist in der Mittelachse des Hauptschiffs der sechsgeschossige Turm angebaut, der sich über quadratischem Grundriss erhebt. Im zweiten, vierten und fünften ist er durch Spitzbogenblenden gegliedert, welche in Dreiergruppen angeordnet sind; das dritte Geschoss wird durch paarweise Rundbogenblenden aufgelockert. Das sechste Geschoss enthält Glockenstuhl, Schallöffnungen und Turmuhren. Darüber geht der Turm mittels krönender Eckzinnen in einen geschindelten Spitzhelm über, dessen oberen Abschluss Turmkugel und -kreuz bilden.
Am dritten Langhausjoch von Osten ist auf der Südseite eine offene Vorhalle angebaut, deren Bedachung unmittelbar an das Pultdach des südlichen Seitenschiffs anschließt. Hier befindet sich das einzige Portal. Die spitzbogige Öffnung ins Freie weist an der Außenseite Rundstabprofilierung auf. Das Innere der Vorhalle wird von einem Rippengewölbe auf profilierten Spitzkonsolen überspannt.

### Innenraum
Im Chor, im Mittelschiff des Langhauses, in den Seitenschiffen, im Turmuntergeschoss und in der südlichen Vorhalle befindet sich jeweils ein netzförmig figuriertes Rippengewölbe. In der Sakristei wurden die Rippen abgeschlagen. Im Chor entspringt das Gewölbe aus kräftigen, viereckigen Wandpfeilern ohne Profilierung. Die Rippen ruhen auf halbrunden Profilkonsolen. Die Wölbung wird durch spitze Schildbögen gegliedert. Im Langhaus entspringen die Gewölberippen aus profilierten Achteckskonsolen mit konkav eingezogenen Seiten. In den vier Ecken des Mittelschiffs befinden sich Kopfkonsolen. Auf den überwiegend tellerförmigen Schlusssteinen sind teilweise Heiligenreliefs zu sehen. Im Turmuntergeschoss ruht das Gewölbe auf einfachen, rübenförmige Spitzkonsolen und weist einen kleinen runden Schlussstein auf. Die Gewölberippen weisen überwiegend Birnstabprofil auf, in den Seitenschiffen sind sie zumeist gekehlt und gefast.
Das Langhaus wird von wuchtigen Rundpfeilern dominiert, aus denen unmittelbar die spitzen, beiderseits gefasten Scheidbögen entwachsen. Den Übergang zum Chorraum vermittelt ein spitzer, beiderseits gekehlter Chorbogen mit abgeschrägten Kanten.

## Ausstattung
Von der ursprünglichen Ausstattung der Kirche ist aufgrund der Barockisierung nur noch wenig erhalten. Der stattliche barocke Hochaltar aus dem 17. Jahrhundert besitzt einen Aufbau, der von zwei gewundenen Säulen und zwei kannelierten Pilastern getragen. Anstelle eines Altarblatts befindet sich eine lebensgroße Figur der Mutter Gottes, in der Rechten das nackte Kind, in der Linken das Zepter haltend, die um 1500 im spätgotischen Stil geschnitzt wurde.treben. Die ursprünglich wohl spitzbogigen Fensteröffnungen wurden in der Barockzeit verändert. Im Chor sind heute rundbogige, im Langhaus korbbogige Fenster eingesetzt.

### Orgel
Die Orgel der Pfarrkirche Mariä Namen wurde im Jahr 1964 von dem Orgelbauer Julius Zwirner aus München errichtet. Das pneumatische Kegelladeninstrument umfasst insgesamt 17 Register auf zwei Manualen und Pedal. Es besitzt einen Freipfeifenprospekt und einen freistehenden Spieltisch. Die Disposition lautet folgendermaßen:
| I Manual C–f3 |           |       |
| 1.            | Rohrflöte | 8′    |
| 2.            | Gemshorn  | 8′    |
| 3.            | Principal | 4′    |
| 4.            | Nachthorn | 2′    |
| 5.            | Mixtur    | 1 ⁄3′ |

| II Manual C–f3 |             |        |
| 6.             | Salicional  | 8′     |
| 7.             | Gedackt     | 8′     |
| 8.             | Blockflöte  | 4′     |
| 9.             | Spitzoctave | 2′     |
| 10.            | Terz        | 1 3⁄5′ |
| 11.            | Quinte      | 1 ⁄3′  |
| 12.            | Terzian II  |        |

| Pedal C–d1 |               |     |
| 13.        | Subbaß        | 16′ |
| 14.        | Zartbaß       | 16′ |
| 15.        | Octavbaß      | 8′  |
| 16.        | Gedacktpommer | 8′  |
| 17.        | Choralbaß     | 4′  |

- Koppeln: II/I, II/P, I/P